# Webster (wieś)
Webster – wieś w Stanach Zjednoczonych, w stanie Nowy Jork, w hrabstwie Monroe.